# John Harris (Künstler)
John Harris (* 29. Juli 1948 in London, England) ist ein englischer Maler und Illustrator, der vor allem für seine Science-Fiction-Illustrationen bekannt ist. Seine Bilder wurden als Buchcover der Ausgaben vieler Science-Fiction-Autoren genutzt, darunter Isaac Asimov, Frederik Pohl, Ben Bova, Orson Scott Card, John Scalzi und Jack Vance.

## Leben und Werk
Harris begann im Alter von 14 Jahren mit der Malerei und besuchte im Alter von 16 in Luton eine Kunstschule. Nachdem er dort das Basiswissen erworben hatte, ging er 1967 an das Exeter College, um dort Malerei zu studieren. 1970 schloss er ab und reiste für sechs Jahre nach Indien, um dort Transzendentale Meditation zu studieren. Nach seiner Rückkehr 1976 nach England, begann er mit den Arbeiten an monumentalen Werken, im Sinne von Maßstab und Größe. Viele seiner Bilder zeigen vor allem Planeten, Raumschiffe, gigantische Städte und technische Strukturen, die bisweilen den Charakter von Landschaften annehmen. Trotz seiner oft impressionistischen Malweise vermitteln Harris’ Bilder dabei den Eindruck von Realismus. In den späten Siebzigern trat er der Young-Artists-Talentagentur bei, welche auch andere Science-Fiction-Illustratoren wie Chris Foss, Jim Burns und Peter Elson vertraten. Von dem Punkt an, spezialisierte er sich auf großangelegte Aufträge wie etwa für Philips oder Royal Dutch Shell, als auch für Science-Fiction-Buchillustrationen, darunter auch Jack McDevitts Roman Seeker (Die Suche) von 2005, welcher einen Nebula Award gewann. Sein Gemälde MASS: The Building of FTL1 wurde für das 1990 erschienene Computerspiel Awesome von Psygnosis genutzt.
In den 1980ern wurde Harris von Sinclair Research beauftragt, die Cover der Heimcomputer-Handbücher für den ZX81 und den ZX Spectrum zu illustrieren.
1984 wurde Harris von der NASA in das Kennedy Space Center eingeladen, einen Space-Shuttle-Start anzusehen und zu malen. Dieses Gemälde ist heute Teil der Smithsonian Collection.
Im Mai 2000 wurde eine Sammlung seiner Arbeiten von Paper Tiger Books mit dem Titel Mass veröffentlicht und im Mai 2014 der Bildband The Art of John Harris bei Titan Books.
2007 heuerte das Animationsfilmstudio Rainmaker Entertainment Harris an, um bei den Arbeiten an dem Film Nix wie weg – vom Planeten Erde (Escape from Planet Earth, 2013) der The Weinstein Company mitzuwirken.
John Harris lebt in Devon, England, ist verheiratet und hat zwei Kinder.